# Gospodje Arkelski
Gospodje Arkelski so bili plemiška družina iz Holandije, ki je imela knežji ugled.

## Zgodovina
Poleg plemiških rodbin gospodov Brederodskih, gospodov Wassenaarskih in Egmontskih so Arkelski veljali za najpomembnejše in tiste, ki so bili deželnemu fevdnemu suverenu ( holandskim grofom ) zavezani le z rahlo fevdalno vezjo. Ime dinastije izhaja iz nemške besede Hercules in po nekaterih virih šteje med svoje člane legendarnega grofa Haimona (Arkelskega), očeta štirih Haimonovih otrok. Začetki rodu so verjetno v 7. stoletju. Stoletno izročilo pravi, da je Janez Arkelski okoli leta 694 dal ponovno zgraditi oskrunjene cerkve v Arkelu, Hoornu in Hagesteinu.
Prvi rod Arkelskih je izumrl z Janezom VI. Arkelskim († 1227), dedoval jih je rod druge veje Arkelskih, njegov nečak Herbaren II. Ledenski (1205-1258). V času med 1247 in 1267 so si gospodje Arkelski pridobili v last Gorinchem. Gospodje Arkelski so od takrat imeli svoj sedež na gradu blizu Gorkuma in tudi v Vianenu. Njihovo največje gospostvo je bilo Dežela Arkelska, ki je vključevala dele današnjih mest in občin Leerdam, Arkel, Heukelum, kasneje Lingewaal, pa tudi Asperen, Hagestein, Haastrecht in Gorinchem. Imeli so tudi druge posesti med Lekom in Holandskim IJsselom, in sicer med drugim visoka gospostvo Polsbruk, med leti 1393-1404 je Arnold Arkelski v fevd dobil tudi sosednje visoko gospostvo in grad Noordeloos ter visoko gospostvo Jaarsveld. V srednjem veku so bili Arkelski na strani Egmontskih vpleteni v krvave bitke vojne trnka in trske.
Glavna veja rodu Arkelskih je izumrla leta 1428; stranska veja gospodov Heukelomskih in Asperensko - Arkelskih pa je izumrla več kot dve stoletji kasneje. Druga veja rodbine je linija Slingelandtskih, ki obstaja še danes. 

## Družinsko drevo
- Heijman Arkelski (* ok. 940, † ok.  980) ꚙ Sila Tielmans Frizijska
  - Dodo Arkelski (* ok. 958)
  - Foppe Arkelski (* ok. 960, † 1007), ꚙ Marija Ojenska  2. gospod Arkelski
    - Janez I.  (* ok. 1000, † 1034), ꚙ Elizabeta Kuijk 3. gospod Arkelski
      - Janez II.  (* pred 1035, † 1077), ꚙ Margareta Altenska 4. gospod Arkelski
        - Ivana Arkelska  (* ok. 1055, † pred 1092), ꚙ Robert Heusdenski → naprej: gospodje Heusdenski
        - Janez III. Arkelski(I)  (* ok. 1080, † ok. 1115/1118), ꚙ Adelajda Heusdenska 5. gospod Arkelski 
          - Janez IV. Arkelski(I), (* ok. 1100, † ok. 1143), ꚙ (Alejdis) iz Aare, 6. gospod Arkelski
            - Janez V. Arkelski(I), (* ok. 1105, † ok. 1170),  ꚙ (1) Gertruda Loonska (2) Adelajda Loonska, 7. gospod Arkelski 
              - Janez VI. Arkelski, (* ok. 1145, † 1227), ꚙ Margareta iz Nivelle, 8. gospod Arkelski
                - Janez VII. Arkelski, (* ok. 1145, † 1234), ꚙ Marija Vernenburška, 9. gospod Arkelski brez potomca → deduje: gospod Herbaren II. Ledeški in prevzame ime Arkelski

            - Žana Arkelska, (* ok. 1105, † ok. 1170),  ꚙ (1) Alevijn III. Leidenski Pendrechtski

          - Folpert Arkelski Leedeški  (* ok. 1115, † ok. 1143), ꚙ N.N. → naprej: gospodje Ledeški
            - Herbaren I. Ledeški  (* ok. 1140, † ok. 1200), ꚙ Adelajda Altenska, gospod Ledeški
              - Floris Herbaren Ledeški   (* 1170, †  1207), ꚙ Jakomijn Schoonhovenska, gospod Ledeški
                - Herbaren II. Leedeško Arkelski   (* 1205, †pred  1258), ꚙ Alverada Heusdenska, gospod Ledeški, od 1234 10. gospod Arkelski
                  - Janez I. (Arkelski) Ledeški Močni,   (* ok. 1233, †  1272) ꚙ Berta Ohtenska,  gospodje Arkelski – Druga generacija
                    - Janez II. Arkelski ,   (* ok. 1255, †  1297) ꚙ Bertrouda Sterkenborška
                      - Janez III. Arkelski ,   (*ok. 1275, †  1324) ꚙ (1) Mabelia Voorneška (2) Kunegunda Virneburška 
                        - (1)Mabelija,   (*ok. 1295, †  1317)
                        - (1)Janez IV. Arkelski,   (* 1305, †  1360) ꚙ Irmengarda Kleveška
                          - Matilda,   (* 1330, †  1381) ꚙ Viljem V. Hornejskim Altenskim
                          - Janez,   (* 1332, †  1352)
                          - Oton Arkelski,   (* 1333, †  1396) ꚙ Elizabeta Barska-Pierrepontska
                            - Janez V. Arkelski ,   (* 1362, †  1428) ꚙ Johana Jülihška, stadtholder Holandije, Zelandije in Zahodne Frizije - obubožan in razlaščen v Holandiji - poslednji Gospod Arkelski
                              - Viljem Arkelski ,   (* 1362, †  1417)
                              - Marija Arkelska,   (* 1385, †  1415) ꚙ Janez II., grof Egmontskega
                                - Arnold I. Egmontski, vojvoda Gelderski in grof Zutphenski  (* 1385, †  1415)

                          - Elizabeta Arkelska,   (* 1365, †  1407) ꚙ Bore Haamstedejski

                        - (2)Janez Arkelski (škof) Utrechta in LIèga,   (* 1314, †  1378)
                        - (2)Robreht Arkelski Berhenski,   (* 1320, †  1347)
                        - (2)Kunegunda,   (* 1321, †  1346)

                      - Mabilija,   (* 1284, †  1317) ꚙ Sveder II. Zujlen Abcoudejski
                      - Herbaren, gospod Slingelanda   (* ok. 1275, †  1325) ꚙ Odilija Kuijkška
                        - Elizabeta Arkelska gospa Slingelandska   (* 1310, †  1340)

                      - Johana Arkelska Bockhovenska
                      - Nikolaj Oem Arkelski, gospod Emmikhovenski * med 1280/1285, †  1345) ꚙ Lijsbeta Emmikhovenska

                    - Arnold Arkelski-Noordelooški,   (* ok. 1258, †  1312)
                    - Margareta Arkelska,   (* ok. 1258, †  1312) ꚙ Hubert Beusihemski Culemborški

                  - Herbaren Berhenski   (* 1240, †  1280) → naprej: gospodje Berhenski
                  - Hugo Boter Arkelski   (* 1247, †  1284) ꚙ Asekin Catsko, gospod Schoonhovenski → naprej: 'baroni Catski
                  - Oton I. Arkelski   (* 1254, †  1283) gospod Heukelomski in Asperenski
                  - Mabelija Arkelska   ꚙ Godschalk Merwedski → naprej: gospodje Merwedski
                  - Elizabeta Arkelska   ꚙ Viljem II. Strijenski
                  - Elverada  Arkelska   ꚙ Wouter II. Uten Gojenski

                - Janez Ledeški
                - Floris Ledeški
                - Viljem Ledeški

              - Folpert Ledeški   (* 1175, †  1212),

## Drugi Arkelski
- Edvard Arkelski (1893–1976), nizozemski kemik

## Spletne povezave
- Družinsko drevo prve rodbine gospodov Arkelskih